# ショー☆バン
『ショー☆バン』は、原作：森高夕次（コージィ城倉）、作画：松島幸太朗による日本の漫画作品。『週刊少年チャンピオン』（秋田書店）にて2000年45号から2007年15号まで連載された。

## 概要
涼山中学校野球部に所属する「ショー・バン」こと小沢番太郎の成長を軸にした中学野球漫画。野球の技術の描写にこだわった作風で、漫画によくある恋愛描写などはほとんど存在しない硬派なものとなっている。涼山中は東京都にあるが、登場人物はテンションが高くなると関西弁を使う。作風としては多感な中学生を主題にしているために登場人物（主に番太郎）が調子に乗り、トラブルを起こすというのが特徴であるが、原作者であるコージィ城倉はリアルな中学生を描くことをテーマにしており、リアルな中学生だったらちょっと野球が上手かったら天狗になるのは当たり前と語っている。

## 主な登場人物

### 涼山中
小沢番太郎（おざわ ばんたろう）／ショー・バン
本作の主人公。当初はショートだったが、レギュラーには名手・清田がいたため、天性のバカっ肩を買われて投手に転向。自分以外の投手が投げている時はサード、清田引退後はショートを守る。小柄だがセンスにあふれた選手。ノビのある速球とキレのいい高速スライダーで三振の山を築く。ただし短気でコントロールが悪いため、大崩れすることもままある。打者としてのセンスもよく、巨人軍の高橋由伸に比喩されたことがあるほど。守備では野生の勘を働かせてファインプレーで魅せる。大の負けず嫌いで「お山の大将」と呼ばれるほど自己中心的な性格の上、気が強く先輩や他人の言うことをあまり聞かない。3年生時のキャプテン就任以降はその横暴さが仇となり、杉本、小石川、有賀の退部騒動を起こし、また秋の新人戦では1回戦敗北の屈辱を受け反省。その後、3年生の春には秋の新人戦全国大会優勝校等全国トップクラスの3校相手に全てに完封勝利するなど「ショー・バン」の呼び名を全国に知らしめるまでに成長した。鬼頭監督の作戦で関東大会ではエースナンバーを着けていなかったが、涼山中野球部の真のエースはこの男であり、後に全国大会ではエースナンバーを着ける。大切なものは男としてのメンツ。
彼の二つ名であり、タイトル名でもある「ショー・バン」とは、入部当初の内野手時代に「ショーバン」送球が必要な場面で、自分の肩を過信し「ノーバン」送球する生意気さが由来で鬼頭につけられてしまった不名誉なあだ名。しかし、後に全国クラスの選手となったことでその名は全国に轟くこととなる。
その後、高校野球の名門校に進学するもベスト16で敗れ甲子園出場の悲願は叶わず、東京ヤクルトスワローズに入団した事が、『ストライプブルー』で語られている。高校時代の最速は146キロ。
土山伸郎（つちやま のぶろう）／ノブチン
ショー・バンの同級生かつ親友で、野球部では4番でキャッチャー。副キャプテンとして、ショー・バンを公私ともにサポートする。ノッポを生かしたパワーあふれるバッティングが持ち味。真面目な性格。デブキャプの弟。バッテリーを組むショー・バンとのコンビネーションはすばらしく、野球以外ではストリートファイトでも発揮された。連載当初は、番太郎並みの主役格であり、主将になることも確実視されていたが、自身の故障や番太朗に主将の座も奪われたこともあり徐々に出番が減り、影が薄くなる。全国大会の決勝では日本一を決める逆転サヨナラ満塁ホームランを放った。
清田（きよた）
ショー・バンより1学年上で、ショー・バンが2年生のころのキャプテン。ポジションはショートで、守備の名手。涼山中唯一のメガネキャラ。細目であり、目を開けているのか閉じているのかよくわからない。地味でイマイチ頼りなく、キャプテンとしての統率力がない。よって、言う事を聞かないショー・バンに手を焼いていた。実は野球よりも役者の才能がある。打線では3番を打つほどのシュアなバッティングをするものの、チャンスに弱い。ジャンケンも弱い（作中では全敗）。
引退時にショー・バンをキャプテンに指名。後にその判断が間違っていたことを悟り、雨の中、傘もささずにショー・バンにキャプテン失格の烙印を押す。女々しく泣きすがるショー・バンを心を鬼にして突き放すなど、ごくたまに男らしい面を見せることもある。
竜崎光志（りゅうざき みつし）／リュウくん
茶髪でイケメン、一見軽そうに見えるが、実はひたむきに野球に情熱をかける真面目なピッチャー。ショー・バンより1学年上。3年生の時にはエースナンバーをつける。直球も変化球も突出したものはないが、制球力で勝負するまとまった選手。あだ名の「リュウくん」はほとんどマリックだけが使っている（他の皆は普通に苗字で呼んでいる）。作者が一番描きづらいと最終巻で語っていた。
大瀧修次（おおたき しゅうじ）／タッキー
野球部に途中入部してきたタレ目でドンくさそうな男。ショー・バンより1学年上。本職はサードだが、下手投げでチェンジアップを駆使する軟投派ピッチャーに加え、土山の負傷で急造捕手も務め、頭脳的なリードを見せるなど意外に器用なユーティリティープレイヤー。マリックの親友で近所。よってマリックが浪人時代に球を受け続けていたため、フォークを投げる時のクセを見切っており、フォークも難なく捕球できる（これが捕手を務められたバックグラウンドとなっている）。
楠瀬（くすのせ）
控えのキャッチャー。ショー・バンより1学年上で、ショー・バンが先輩として唯一尊敬する男。気のいい性格で、周囲からの信頼も厚い。1つ下のノブチンにレギュラーを奪われるものの、決してくさることはなく、代打の切り札として活躍する。代打で活躍した後、それまでレギュラーだった木場からポジションを奪い、ファーストに定着していた。その打撃の勝負強さは折り紙つき。また、決して足が速いわけではないが走塁もうまい。ソフトリーゼント。実家はラーメン屋「くすのせ」。
木場（きば）
ショー・バンの同級生で、野球部員の1人。ショー・バンやノブチンと同様、2年生の頃からレギュラーとして試合に出ていた実力者である。3年生の時には、その試合経験を買われ、ショー・バンによってファーストから守備機会の多いサードへとコンバートされる。このコンバートが確執を生み、小石川、有賀、杉本の退部のきっかけとなる。
小石川（こいしかわ）
ショー・バンの同級生で、野球部員の1人。有賀とは親友。本職のライトからピッチャーへと無理やりコンバートされるなどして、自分勝手なショー・バンと対立し、いったんは退部するが後に復帰、野球部の主力となる。退部中にこっそり監督からバッティングのノウハウを享受し広角打法を得る。
有賀（ありが）
ショー・バンの同級生で、野球部員の1人。小石川とは親友。本職のサードからファーストへと無理やりコンバートされるなどして、自分勝手なショー・バンと対立し、いったんは退部するが後に復帰、野球部の主力となる。退部中にこっそり監督からバッティングのノウハウを享受し、マスコットバットでも鋭い打球を放つほどのパワーを得る。
杉本哲矢（すぎもと てつや）
ショー・バンの同級生で、野球部員の1人。前の学校で問題を起こし、涼山中に転校してきた。現在も保護観察処分を受けており、そのままだと矯正施設送りになるところ、「公立中学校の野球部に所属すること」という条件付きで実社会に残留している。彼の昔の悪い友人達に襲われたショー・バンによっていったんは退部させられるが後に復帰、野球部の主力となる。ケンカがめっぽう強く、ケンカ慣れしているヤンキー3人組を一方的にボコボコにするほど。硬式のシニアリーグでやっていた経験があり、野手としても投手としてもレベルが高い。打席ではどこか武士のようなたたずまいを見せる威圧感あるバッター。守備ではショートで再三のファインプレー。ブルペンに立てば全国レベルの剛速球を投げる。しかしその球は素直で、バットに当てることは難しくない。自分のことを「オイラ」と呼ぶ。髪型は五厘刈り。バイクや車に異常なこだわりを持つ。涼山中野球部のエースナンバーを着けているが、それはカモフラージュで、真のエースはショー・バンである。
生島則忠（いくしま のりただ）
生島の弟。ショー・バンの1学年下で、兄と入れ替わりに涼山中野球部に入部。ポジションはキャッチャー。気が強く、性格が悪い。毒舌で、試合中はベンチでいつも先輩の悪口を言っている。しかし自分が試合に出ると緊張して涙が止まらない。2年生からはピッチャーにも挑戦。強肩を生かした速球で打者をねじ伏せる。マウンドの上では試合中でも泣かないようだ。ショー・バンの後のキャプテンに指名される。
清田昭介（きよた しょうすけ）／バブ
清田の弟。ショー・バンの2学年下で、兄と入れ替わりに涼山中野球部に入部。左腕のピッチャーで、小学生時代はかなり鳴らしたらしい。兄同様高い野球センスを持つが、現在の涼山中野球部の中では赤子同然。「バブ」というあだ名は小さいころに兄がつけた。理由は兄が話しかけても「バブ」としか言わなかったからである。兄とは違い、長身ですらっとしたモデル体型のイケメン。
鬼頭直樹（きとう なおき）
涼山中野球部監督。リーゼントが眩しい。胸に「かんとく」とひらがなで大きく書かれている。一見何も考えて無さそうに見えるが、実は相当の策士であり、相手を（本人も知らないうちに）操る術に長けている。学生時代はキャッチャーで、高校時代は巨人、大学時代は阪神からドラフト指名されたほどの選手だったが、野球が一番上手くなる時期でもある中学生の指導を希望したため教職についた。当時はぬーやんとバッテリーを組んでおり、今でも親友。
土山（兄）／デプキャプ
ノブチンの兄。ショー・バンより3学年上で、野球部では4番でキャプテン。ポジションはキャッチャーだった。あだ名どおり太めで大柄なパワーあふれる選手。中学時代、地元の高校の野球部3校からスカウトが来るほどの実力を持っていた。先輩として、ショー・バンにスライダーを教えた。
生島（兄）
ショー・バンより2学年上で、ショー・バンが1年生のころのキャプテン。当時の3番ショート。生島則忠の兄。責任感が強く、指導も厳しい。ショー・バンが昔の生島にソックリだったせいか、ショー・バンには一生懸命バッティングを教えたりしていた。引退後も野球部が気になるらしく、たまに世話を焼いていた。
中野（なかの）
ショー・バンより2学年上で、ショー・バンが1年生のころの野球部のエース。土山兄に足腰が弱いと指摘され、一緒に引退までランニングを行っていた。ショー・バンが1年生の時、キャッチボールの基本を教えていた。たらこくちびるで筋肉ムキムキ。

### 国木田学院
筑摩陸夫（ちくま りくお）／マリック
ショー・バン並みの剛速球と変化の大きいフォークが武器の本格派ピッチャー。驚くと屁、ガッカリするとゲップが出るという妙なクセがある。彼が自称しているあだ名「マリック」とは投手はもちろんのこと、その他にも捕手、外野もこなせ、抜群の走塁センスを見せる本家Mr.マリック並みの器用さに由来している。またその他にも美術のセンスもよい。無類の勝負好きで負けず嫌い。プライドが高く、自分のピッチングに絶対の自信を持っている。口が悪く、学年は1つ下だがライバル視するショー・バンのことを「小僧」と呼ぶ。そしてノブチンのことは「デブキャプの弟」と呼ぶ。タッキーの親友。不良な風貌ながら意外にも日本語を正しく使うことをモットーとしており、「たりぃ」、「うぜぇ」、「ムカつく」などの若者言葉を嫌っている。そのため、若者言葉を使うタッキーにその語源を問いただし日本語を正しく使うよう注意していたが、途中からそのような設定は消え、普通に若者言葉を使っている。
元々は涼山中の野球部に所属していたが2ヶ月で退部、その後ショー・バンの才能に触発して再び野球をするようになり、ショー・バンと対決するために強豪・国木田学院へ転校。その後、国木田のエースに登りつめ、涼山中にたちはだかるが、ショー・バンの伸びる球を計算に入れすぎたため、足に自打球を当て、そのケガで満足な投球ができなかったこともあって最後はノブチンにサヨナラ決勝ランニングホームランを打たれて惜敗。最大の敗因は試合前日にノブチンと対決し、決め球のフォークの軌道をイヤというほど見せてしまったため。
国木田学院はエスカレーター方式なので自動的に国木田高等部に進学して野球部に入ったが、野球部のエース山田（国木田高等部2年）に唆されて一度退部した。しかし、その後ショー・バンと杉本に説得され、野球部に復帰する。投球練習を見て涼山の真のエースを見抜いている。
伊集院（いじゅういん）／イジュ
小柄だが、打ってよし、守ってよしのレベルの高いキャッチャー。イケメン。マリックが入部するまでは4番を務めていた。自分勝手なマリックをいつも注意している。
斗叶野（とかの）／トカ
元々は国木田のエースだったが、マリックにその座を奪われてしまう。涼山との練習試合で審判を務めた中野評ではゆったりとしたフォームからビュッとした速球を投げ、その球質は重いとのこと。またマリックほどではないが決め球にキレのあるフォークも投げる。
谷田部（やたべ）
野球センス抜群のクールな性格をしたセカンド。マリックのことを「僕ちゃん」と呼ぶ。
安彦龍一郎（あびこ りゅういちろう）
国木田学院野球部監督であり、美術教師でもある。年齢は30歳。
当初は途中入部を認めない方針やマリックに作品を台無しにされたこともあり入部を拒んでいたが、涼山中との練習試合で入部試験を課した後に入部を許可し、最後は試合を託すエースとまで認めるようになる。
山田（やまだ）
高校生。国木田学院高等部所属。わずか1年生で野球部のエースに上り詰めた男。しかし、シャバイ青春に憧れ、2年生の時に後輩のマリックを一緒に誘って退部。その後は年下のマリックに奴隷のように扱われていた。気弱な性格で、犬のような顔をしている。しかしひとたび先輩風を吹かすと、狂犬と化し、マリックをボコボコにするほど暴力的になる。

### 残戸宇中
緑川流一（みどりかわ りゅういち）
東京都の強豪・残戸宇中野球部の主将。四番ファースト。打撃のチームである残戸宇中打線の大黒柱である。強気な性格。涼山中野球部のエースを杉本と見なす監督の方針に疑問を持っている。
世利（せり）
東京一の俊足の持ち主。バントの名手で、バントヒット成功率8割を誇る。一番セカンド。ショー・バンのスライダーをバットにかすらせることすらできなかったことを、たびたび夢に見るほど悔しがっている。涼山中野球部の真のエースをショー・バンだと信じて疑わず、ショー・バン対策の特訓を行う。もみあげと出っ歯がチャームポイント。

### 常城学園中
平江堅（ひらえ けん）／デーブ平江
茨城県代表・常城学園中の主将。右投左打の捕手。わざわざ東京までショー・バンを偵察に来た。アー坊にピッチングをアドバイスし、その後「ブーちゃん先生」と呼ばれ慕われている。語尾に「だっぺ」をつける。バッティングが上手く、ショー・バンも「アイツは野球センスのある奴」と絶賛していた程。都大会決勝前にショー・バンと練習（若干お遊びも含まれる）もしていた。太目の体型に似合わず俊足の持ち主で、ショー・バンとの対戦でランニングホームランを記録したこともある。ショー・バンの右手負傷事件で一時濡れ衣を着せられていた。

### 愛別中
双津木（ふたつぎ）
広島県代表・愛別中の投手。ショー・バンに匹敵するほどの剛速球の持ち主にも関わらず極度のノーコンだったため控えに甘んじていたが、半フォーク(所謂スプリット)の握りを覚えて制球力と打者の手前で微妙に変化する球を会得し、一躍エースに上り詰める。打撃でも叩き付け打法で打率を稼ぐ本来のチーム方針から外れたフルスイングの強打がウリで、下位打線イップスに陥っていたショー・バンに痛打を浴びせた。
投球には素晴らしいものが認められるが、涼山戦では「アイツはずっと控えだったからこういう守備は苦手な筈だ」とフィールディングの拙さを突かれ、これが敗因の1つとなった。

### 泳静中
鈴原（すずはら）
泳静中のエースで四番。自信過剰ないわゆる悪いタイプの「お山の大将」としてショー・バンの反面教師となる。
結城（ゆうき）
泳静中の正捕手で鈴原とバッテリーを組む。お山の大将である鈴原に手を焼いている。

### その他
小沢亜穂（おざわ あぼ）／アー坊
ショー・バンの弟。小学生。野球一筋で色恋沙汰にはとんと縁がない兄とは対照的に、女の子にモテモテ。また、兄貴同様、投手として野球の才能も見せている。年上にも物怖じしない性格と毒舌も兄貴譲り。ショー・バンに勧められ、本来は右投げだが、左投げの練習（つまり両投げ）に挑戦している。その天性の野球センスを見せつけ、4年生からしか入れない野球チームに、特別に3年生で入部を許可された。好きな言葉は「一宿一飯の恩義」。本作の続編の『ストライプブルー』では主人公を務める。
浅井紀子（あさい のりこ）／のりっぺ
アー坊と同い年で仲がいい女の子。おしとやかな性格。花ちゃんとは恋のライバルとして、アー坊を奪い合っている。
江口花（えぐち はな）／花ちゃん
アー坊と同い年で仲がいい女の子。ボーイッシュな性格。のりっぺとは恋のライバルとして、アー坊を奪い合っている。また、ショー・バンの事を「お兄様」と呼び、慕っているが、当のショー・バンには全く相手にされていない。
沼袋仁（ぬまぶくろ じん）／ぬーやん
プロ野球選手で千葉ロッテマリーンズの投手。鬼頭監督とは昔からの顔なじみで大学時代に鬼頭とバッテリーを組んでいた。プロでは奪三振王を獲得したことがある。与四球王になったこともあるがキャッチボールでは100%胸に返すほどのコントロール。たまに涼山中に訪れ、ショー・バンたちにアドバイスをしているがプロアマ規定に抵触するためか、鬼頭から「野球のものすごいうまい友人」とはぐらかされている。当時サイドスローだったショー・バンが、ぬーやんの球の回転に憧れてオーバースローに戻した。

## 書誌情報
- 原作：森高夕次、作画：松島幸太朗『ショー☆バン』秋田書店〈少年チャンピオンコミックス〉、全33巻[2]
  1. 2001年2月1日発売[3]、ISBN 4-253-05839-6
  2. 2001年4月19日発売[4]、ISBN 4-253-05840-X
  3. 2001年6月21日発売[5]、ISBN 4-253-05841-8
  4. 2001年9月6日発売[6]、ISBN 4-253-05842-6
  5. 2001年11月22日発売[7]、ISBN 4-253-05843-4
  6. 2002年1月24日発売[8]、ISBN 4-253-05858-2
  7. 2002年3月28日発売[9]、ISBN 4-253-05859-0
  8. 2002年6月13日発売[10]、ISBN 4-253-05860-4
  9. 2002年8月1日発売[11]、ISBN 4-253-20068-0
  10. 2002年10月17日発売[12]、ISBN 4-253-20069-9
  11. 2002年12月5日発売[13]、ISBN 4-253-20074-5
  12. 2003年2月13日発売[14]、ISBN 4-253-20075-3
  13. 2003年5月8日発売[15]、ISBN 4-253-20076-1
  14. 2003年7月24日発売[16]、ISBN 4-253-20077-X
  15. 2003年10月9日発売[17]、ISBN 4-253-20078-8
  16. 2003年12月18日発売[18]、ISBN 4-253-20079-6
  17. 2004年2月26日発売[19]、ISBN 4-253-20080-X
  18. 2004年5月13日発売[20]、ISBN 4-253-20108-3
  19. 2004年8月5日発売[21]、ISBN 4-253-20109-1
  20. 2004年12月22日発売[22]、ISBN 4-253-20110-5
  21. 2005年3月8日発売[23]、ISBN 4-253-20111-3
  22. 2005年5月9日発売[24]、ISBN 4-253-20882-7
  23. 2005年7月8日発売[25]、ISBN 4-253-20883-5
  24. 2005年9月8日発売[26]、ISBN 4-253-20884-3
  25. 2005年12月8日発売[27]、ISBN 4-253-20885-1
  26. 2006年2月8日発売[28]、ISBN 4-253-20886-X
  27. 2006年4月7日発売[29]、ISBN 4-253-20887-8
  28. 2006年6月8日発売[30]、ISBN 4-253-20888-6
  29. 2006年9月8日発売[31]、ISBN 4-253-20889-4
  30. 2006年11月8日発売[32]、ISBN 4-253-20890-8
  31. 2007年1月9日発売[33]、ISBN 978-4-253-20891-8
  32. 2007年3月8日発売[34]、ISBN 978-4-253-20892-5
  33. 2007年4月6日発売[35]、ISBN 978-4-253-20893-2